# Synaxis barnesii
Synaxis barnesii är en fjärilsart som beskrevs av George Duryea Hulst 1896. Synaxis barnesii ingår i släktet Synaxis och familjen mätare. Inga underarter finns listade i Catalogue of Life.